# Jardín Conmemorativo Transgénero
El Jardín Conmemorativo Transgénero es un monumento a las personas transgénero asesinadas por la violencia anti-LGBTQ. Está ubicado en 1469 S. Vandeventer Avenue (en Hunt Ave) en el vecindario Grove de St. Louis, Misuri, en Estados Unidos.
El monumento está plantado con árboles y flores silvestres nativas de Misuri y fue creado por voluntarios en octubre y noviembre de 2015. El propósito del monumento es proporcionar un espacio para lamentar la pérdida de personas transgénero a causa de la violencia y celebrar las vidas de las personas transgénero. Según Jaimie Hileman, entonces presidenta de la junta del St. Louis Metro Trans Umbrella Group (MTUG), "el jardín sirve como un recordatorio de aquellos a quienes hemos perdido y también como un símbolo muy vivo y tangible de esperanza en nuestra ciudad. que mañana serán mejores días ”. Se cree que es el primer jardín conmemorativo en los Estados Unidos dedicado a la memoria de las personas transgénero.

## Orígenes
La idea del Transgender Memorial Garden se le ocurrió por primera vez al chef local, restaurador y artista drag Leon Braxton, Jr. (también conocido como "Dieta Pepsi") que vio una publicación en Facebook de Lewis E. Reed, presidente de la Junta de Concejales de St. Louis. , animando a los ciudadanos a plantar árboles en los espacios de reunión del vecindario para crear espacios de reflexión como parte del segundo evento anual “Plant4PeaceSTL”. Siguiendo el modelo del Movimiento Cinturón Verde de Wangari Maathai, premio Nobel, Plant4PeaceSTL anima a los habitantes de St. Louis a plantar árboles para crear un sentido de unidad, cohesión, fomentar la salud, promover la equidad social y estimular el desarrollo económico. Conecta la desaparición de los árboles con otros problemas sociales más importantes e involucra a los ciudadanos en soluciones locales creativas. Trees for Plant4PeaceSTL fue donado por Forest ReLeaf de Missouri. La publicación de Reed alentó a los habitantes de St. Louis a plantar árboles en lugares públicos para crear espacios de reflexión, memoria y contemplación.
Braxton pensó que Plant4PeaceSTL sería un buen proyecto para la comunidad transgénero de St. Louis y se comunicó con la oficina del presidente Aldermanic para explorar la idea. "Pensé que el proyecto # Plant4Peace sería una gran oportunidad para apoyar a nuestra comunidad transgénero de St. Louis y aquellos que hemos perdido con un parque conmemorativo o de reflexión ... así que me comuniqué con la oficina de Reed sobre mi idea loca solo para ver si era posible. " Se identificó un lote baldío en el vecindario The Grove, un área floreciente de restaurantes, clubes y vida nocturna LGBT. En una entrevista con la radio local, Braxton dijo: “Quiero que la gente piense en lo hermoso que es el espacio y lo pacífico que es. Quiero que la gente piense en las personas trans como personas normales y corrientes en las que pueden disfrutar de la vida y no vivir con tanto miedo ”.
La idea de Braxton llamó la atención de Jarek Steele, copropietario de la librería local independiente Left Bank Books y miembro del Metro Trans Umbrella Group. El sitio triangular en la esquina de las avenidas Vandeventer y Hunt era propiedad de la ciudad de St. Louis y una empresa del vecindario, que dio permiso para el Memorial. En la cúspide del lote triangular había un jardín de mariposas plantado por Mission St. Louis pero no bien mantenido. Steele identificó a un diseñador de jardines y organizó voluntarios que limpiaron el sitio y plantaron el jardín.

## Diseño
El monumento fue diseñado por Monte Abbott, un maestro jardinero de Missouri y local de St. Louisan. La filosofía de diseño de Abbott tiene como objetivo equilibrar el microclima de un sitio con su propósito sociocultural. Antes de la siembra, el suelo del jardín consistía en relleno de construcción de edificios destruidos anteriormente en el sitio, cubierto por una capa delgada de roca, grava, tierra vegetal, pasto y malezas. El sitio es ventoso, bien drenado y se inclina cuesta abajo hacia el norte. En consecuencia, Abbott eligió árboles y plantas que pudieran soportar tales condiciones y sobrevivir con menos cuidado.
El plan original para el Memorial especificaba una hilera de árboles del este de Redbud (Cercis canadensis) que corrían en diagonal (de suroeste a noreste) a lo largo de Vandeventer Avenue. Se planeó un lecho de flores silvestres perennes nativas de Missouri para un lecho triangular en la esquina de Vandeventer y Hunt Aves. El plan también requería cinco filas de árboles Hackberry (Celtis occidentalis) que corrieran en diagonal (de sureste a noroeste) perpendiculares a Vandeventer Ave y la fila de Redbuds. Se planearon pequeños grupos de bastón del diablo (Aralia spinosa) para las esquinas noroeste y noreste del sitio. Se planearon lechos irregulares de flores silvestres nativas perennes para los bordes occidental, norte y este del Memorial. Se planeó un camino curvilíneo que iba desde Hunt Avenue hacia el sur, terminando en un círculo en el centro del Memorial.
La repetición del diseño de hileras lineales de árboles tiene como objetivo crear una sensación de armonía a través de la repetición. Se seleccionaron árboles y plantas específicos como alegorías de la experiencia trans: raros, pasados por alto y estéticamente poco convencionales. Se seleccionaron plantas perennes nativas para atraer mariposas: cuya transición de curso de vida simboliza la experiencia transgénero. Los capullos rojos pueden ser árboles ornamentales bastante simples en verano, pero son muy apreciados por su follaje de otoño de color amarillo mantequilla y la espectacular exhibición de flores magenta a principios de la primavera. Los árboles de almez tienen una corteza que no siempre se considera hermosa, pero producen bayas que sostienen una amplia gama de aves y otros animales salvajes en invierno. Devil's Walkingstick es un arbusto grande o árbol pequeño que tiene tallos con espinas grandes pero un dosel coronado con hermosas flores blancas a mediados de la primavera. Hackberry y Aralia son plantas infravaloradas y rara vez se utilizan en jardines domésticos convencionales y paisajismo comercial. El diseño original requería nueve árboles Redbud, 17 árboles Hackberry y seis Aralias.

## Plantado
El Memorial fue plantado por 65 voluntarios en la mañana del 18 de octubre de 2015. Después de cortar el césped y quitar las malas hierbas, el sitio original consistía principalmente en pasto y malezas, con tres árboles ornamentales de manzano silvestre (Malus) y una serie de camas perennes elevadas hacia la esquina noreste del sitio. Los voluntarios podaron los árboles existentes y cubrieron las camas con mantillo antes de plantar nuevos árboles y flores silvestres. También limpiaron césped y malezas y delinearon un camino curvilíneo que va desde Hunt Avenue, hacia el sur hasta el centro del Memorial.
En el centro del camino de astillas de madera, los voluntarios colocaron una pequeña pila de piedras que fueron desenterradas cuando se plantó el Memorial. Las piedras más pequeñas desenterradas en la plantación se utilizaron para delinear caminos y macizos de flores. Durante la dedicación del Memorial, la directora ejecutiva de Metro Trans Umbrella Group, Sayer Johnson, describió la reutilización del material del sitio como un símbolo de la transformación que ocurre en la vida de las personas transgénero, desde el género asignado al nacer hasta el género vivido. 
Un letrero de madera para el jardín fue creado por Jarek Steele, miembro activo de MTUG y copropietario de Left Bank Books. El frente del letrero está inscrito con las palabras “Transgender Memorial Garden Est. 2015 ”y la frase“ Intentaron enterrarnos. No sabían que éramos semillas ". La fuente de esta frase son los escritos del poeta macedonio Dinos Christianopoulos. El letrero está ubicado en el extremo norte del Memorial frente a Hunt Avenue.
Más tarde, tres bancos fueron donados por personas locales de St. Louis y empresas propiedad de LGBTQ.

## Dedicación
El Jardín Conmemorativo Transgénero se dedicó durante una ceremonia celebrada al anochecer el 20 de noviembre de 2015. El 20 de noviembre es el Día del Recuerdo Transgénero que conmemora a las personas transgénero que han perdido la vida a causa de la violencia. Varios activistas locales, artistas musicales y clérigos se dirigieron a una multitud de alrededor de 50. También asistieron destacados activistas transgénero, académicos y celebridades, incluidos Kate Bornstein, Jennifer Finney Boylan, Candis Cayne y Caitlyn Jenner. La dedicatoria fue filmada para E! La serie de telerrealidad de la cadena de televisión Entertainment I Am Cait, protagonizada por Jenner. El episodio con el Memorial se emitió en los EE. UU. El 27 de marzo de 2016. La dedicación fue seguida por una marcha por el vecindario de The Grove dirigida por la organización Queer and Trans People of Color (QTPOC) y un servicio conmemorativo en la Iglesia de la Comunidad Metropolitana de Greater San Luis.
Vigilia por el tiroteo en una discoteca de Orlando
En la noche del 12 de junio de 2016, el Memorial fue el término de una marcha y el lugar de una vigilia por las víctimas del tiroteo masivo que ocurrió en las primeras horas de la mañana de ese día en el club nocturno gay Pulse en Orlando, Florida. Una multitud estimada en 3000 personas marcharon desde la esquina de Sarah Street y Manchester Avenue en el vecindario de The Grove hasta Garden. Se realizó una vigilia a la luz de las velas y un mitin con oradores de la comunidad LGBTQ local de St. Louis, líderes religiosos y políticos, y una actuación del Coro de Hombres de Gateway. En los días posteriores a la marcha y la vigilia, los visitantes del Memorial dejaron flores, recuerdos religiosos, notas y carteles como recordatorios.

## Vigilia por Kiwi Herring
Se llevó a cabo una vigilia en el jardín en la noche del 23 de agosto de 2017, en memoria de Kiwi Herring, una mujer transgénero de color asesinada a tiros por la policía en el norte de St. Louis. Según los informes, fue la decimoctava persona transgénero asesinada en 2017. Después de la vigilia, los dolientes marcharon por las calles y celebraron una intersección de The Grove. La reunión conmemorativa se interrumpió cuando un Mercedes negro aceleró entre la multitud y golpeó al menos a tres personas. El conductor Mark Calao fue detenido tras una persecución policial.